# Al-Habib as-Sid
Al-Habib as-Sid (arab. الحبيب الصيد, Al-Ḥabīb as-Ṣīd; fr. Habib Essid; ur. 1 czerwca 1949 w Susie) – tunezyjski polityk, Minister Spraw Wewnętrznych Tunezji od 28 marca do 24 grudnia 2011, premier Tunezji od 6 lutego 2015 do  27 sierpnia 2016.